# Ciseaux fins
Cet article court présente un sujet plus développé dans : Dissection et Instrument chirurgical.

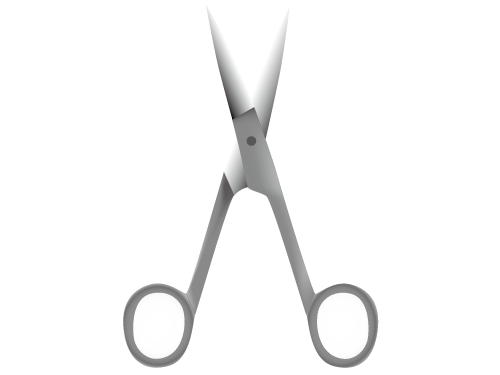
Ciseaux fins droits pour dissection, noter la longueur des branches et le diamètre des anneaux qui sont conservés par rapport à la brièveté des lames.

Les ciseaux fins sont, parmi les nombreuses variétés de ciseaux utilisés en chirurgie et en dissection, ceux qui ont des lames grêles et courtes, alors que les branches et les anneaux restent de longueur et diamètre ordinaires. Ils sont principalement utilisés pour les chirurgies très fines comme celle des yeux. 
Ces ciseaux sont aussi appelés ciseaux iris, ils existent avec des pointes droites ou courbes.
Les ciseaux fins sont avec les ciseaux forts un des instruments les plus utiles en dissection. Ils sont très pratiques pour disséquer les petits spécimens et pour les travaux de précision.